# .lk
.lk est le domaine de premier niveau national (country code top level domain : ccTLD) réservé au Sri Lanka.
Il existe aussi des versions en tamoul (.இலங்கை) et singhalais (.ලංකා).